# Ceratozamia zoquorum
Ceratozamia zoquorum Pérez-Farr., Vovides & Iglesias, 2001 è una pianta appartenente alla famiglia delle Zamiaceae originaria dello stato del Chiapas, in Messico.

## Descrizione
Il fusto è cilindrico, di colore marrone scuro, alto dai 10 ai 50 cm con un diametro che può raggiungere la medesima misura.
Presenta da una a cinque foglie, disposte a corona all'apice del fusto, Le foglie possono essere lunghe oltre tre metri e larghe 40–70 cm, con piccioli lunghi da 20 cm a oltre un metro. Il rachide va dai 40 ai 150 cm. Le foglioline si dipartono in maniera alternata dalla porzione distale della foglia, sono lunghe 20–40 cm e larghe 3–6 cm. Se ne osservano da cinque a sedici paia per foglia.
È una specie dioica. I coni maschili sono lunghi 10–30 cm per un diametro di 3–4 cm, di colore marrone chiaro o marrone-rossiccio a seconda degli stadi di maturazione.  I microsporofilli sono molto numerosi, a forma di cuneo e disposti a spirale. Sono lunghi circa 1,5 cm e larghi 70–90 mm. I coni femminili sono di forma cilindrica, lunghi 20–25 cm per un diametro di circa 10 cm, di colore verde. I macrosporofilli, anch'essi piuttosto numerosi, sono lunghi 1,5-2,3 cm e larghi 2,4-2,8 cm lungo l'asse maggiore.
I semi sono di forma ovale, di circa 2 cm di lunghezza per 1,5 cm di diametro. Il tegumento è inizialmente di colore bianco, per poi diventare giallo-crema a maturazione.

## Distribuzione e habitat
La specie è endemica delle zone occidentali del Chiapas, uno stato del Messico. Cresce nel sottobosco della foresta tropicale pluviale di sempreverdi, sugli affioramenti calcarei dei pendii ripidi.

## Tassonomia
Fa parte del complesso Ceratozamia miqueliana, un gruppo di specie con caratteristiche simili, che comprende C. miqueliana, C.becerrae, C.euryphyllidia, C.hondurensis, C.whitelockiana e C.zoquorum.

## Conservazione
La IUCN Red List classifica C. zoquorum come specie in pericolo critico di estinzione. Nel 2010 si è stimato che la sua popolazione aveva subito un declino dell'80% nei cinquant'anni precedenti. La maggiore minaccia alla sopravvivenza di tale specie viene dalla distruzione del suo habitat per far posto alle piantagioni di caffè.
La specie è inserita nella Appendice I della Convention on International Trade of Endangered Species (CITES).